# فاكلاف فينتر (منافس ألعاب قوى)
فاكلاف فينتر (بالتشيكية: Václav Winter)‏ هو منافس ألعاب قوى تشيكي، ولد في 7 سبتمبر 1924 في براغ في التشيك، وتوفي في 20 مارس 2009.

## وصلات خارجية
- فاكلاف فينتر على موقع أوليمبيديا (الإنجليزية)
- فاكلاف فينتر على موقع اللجنة الأولمبية التشيكية (التشيكية)